# エリック・アコト
エリック・アコト（Éric Akoto、1980年7月20日 - ）は、トーゴの元サッカー選手。元トーゴ代表。ポジションはディフェンダー。

## 来歴
2000年にトーゴ代表デビュー。2006 FIFAワールドカップ・アフリカ予選では9試合に出場、トーゴ史上初のワールドカップ出場権を獲得した。2006 FIFAワールドカップではメンバーに選出されたが、出場機会は無かった。2010年までに35試合に出場、1得点をあげた。

## 代表歴

### 出場大会
- トーゴ代表
  - 2006 FIFAワールドカップ

### 試合数
- 国際Aマッチ 35試合 1得点（2000年-2010年）[1]

| トーゴ代表 | 国際Aマッチ | 国際Aマッチ |
| 年         | 出場        | 得点        |
| ---------- | ----------- | ----------- |
| 2000       | 1           | 0           |
| 2001       | 7           | 1           |
| 2002       | 5           | 0           |
| 2003       | 3           | 0           |
| 2004       | 3           | 0           |
| 2005       | 5           | 0           |
| 2006       | 5           | 0           |
| 2007       | 2           | 0           |
| 2008       | 1           | 0           |
| 2009       | 2           | 0           |
| 2010       | 1           | 0           |
| 通算       | 35          | 1           |